# Токтайбелякское сельское поселение
Токтайбелякское сельское поселение — муниципальное образование (сельское поселение) в составе Куженерского района Марий Эл Российской Федерации.
Административный центр поселения — село Токтайбеляк.

## История
Статус и границы сельского поселения установлены Законом Республики Марий Эл от 18 июня 2004 года № 15-З «О статусе, границах и составе муниципальных районов, городских округов в Республике Марий Эл».

## Население
| 2010 | 2011 | 2012 | 2013 | 2014 | 2015 | 2016 |
| ---- | ---- | ---- | ---- | ---- | ---- | ---- |
| 855  | ↘853 | ↘825 | ↘801 | ↘798 | ↘761 | ↘750 |
| 2017 | 2018 | 2019 | 2020 | 2021 | 2023 |      |
| ↘743 | ↘731 | ↘728 | ↘714 | ↘692 | ↘651 |      |

## Состав поселения
В состав сельского поселения входят 12 деревень и одно село:
| №  | Населённый пункт | Тип населённого пункта       | Население |
| -- | ---------------- | ---------------------------- | --------- |
| 1  | Башкири          | деревня                      | 6         |
| 2  | Дементьево       | деревня                      | 128       |
| 3  | Макарово         | деревня                      | 0         |
| 4  | Пюнчерюмал       | деревня                      | 50        |
| 5  | Ружбеляк         | деревня                      | 0         |
| 6  | Токтайбеляк      | село, административный центр | 411       |
| 7  | Торайбеляк       | деревня                      | 1         |
| 8  | Тунья            | деревня                      | 47        |
| 9  | Уремсола         | деревня                      | 12        |
| 10 | Унур             | деревня                      | 2         |
| 11 | Фомичи           | деревня                      | 4         |
| 12 | Чашкаял          | деревня                      | 145       |
| 13 | Шинур            | деревня                      | 49        |